# Echeandia ramosissima
Echeandia ramosissima là một loài thực vật có hoa trong họ Măng tây. Loài này được (C.Presl) Cruden mô tả khoa học đầu tiên năm 1986.